# Ponikve (gmina Brežice)
Ponikve – wieś w Słowenii, w gminie Brežice. W 2018 roku liczyła 115 mieszkańców.